# Belokomíti
Belokomíti, en grec moderne : Μπελοκομίτη, est un village du dème du lac Plastiras, district régional de Kardítsa, en Thessalie, Grèce.
Selon le recensement de 2011, la population du dème compte 146 habitants.